# Otto Hans Lütken

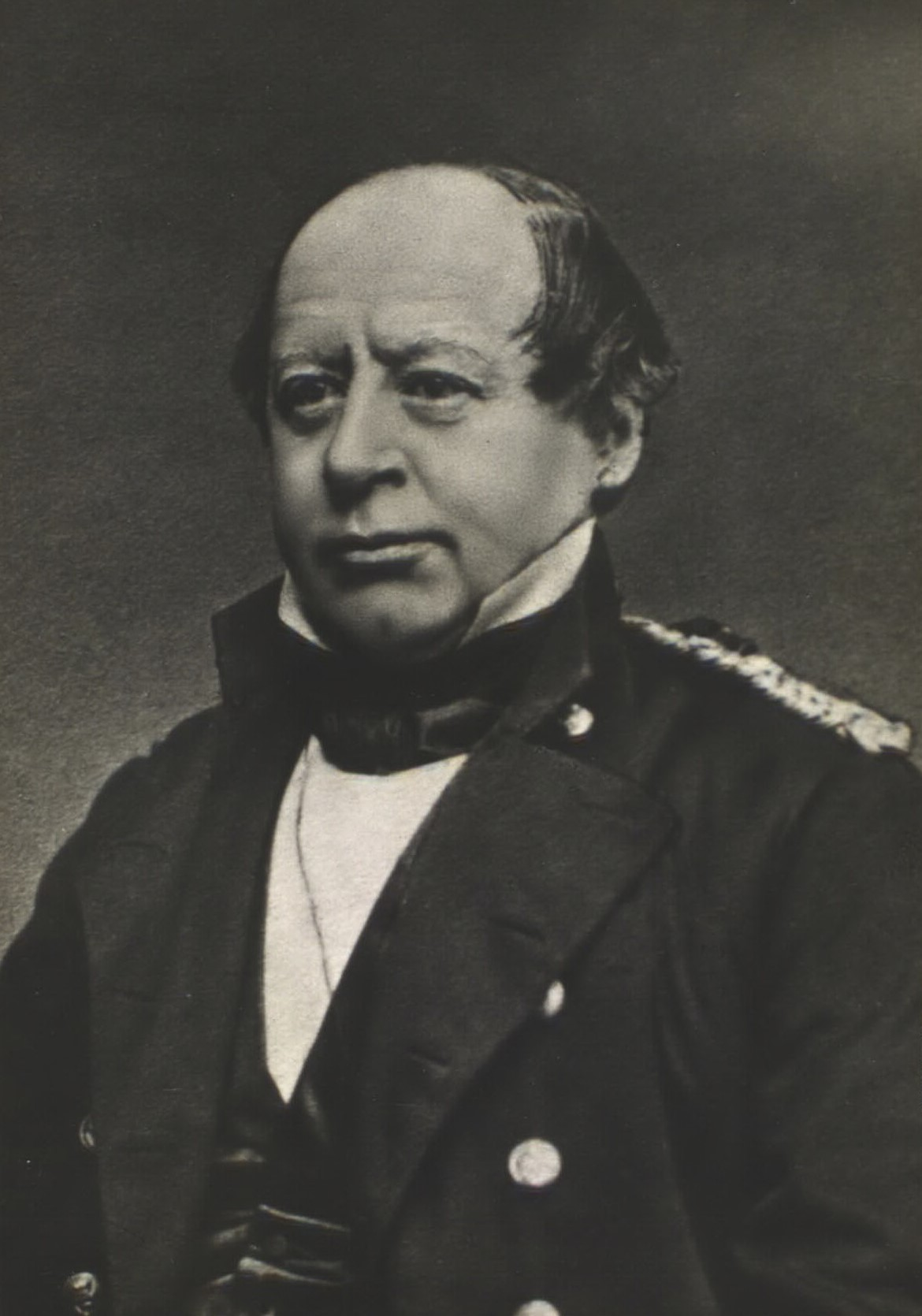
Otto Hans Lütken

Otto Hans Lütken (* 31. Juli 1813 in Christiansand; † 26. November 1883 in Kopenhagen) war ein dänischer Seeoffizier und Marineminister.

## Leben
Lütken war der Sohn des Konteradmirals Magnus Lütken und dessen Gattin Vilhelmine Cecilie, geborene Nissen. Am 10. März 1843 heiratete er in der Holmens Kirke Anine Buntzen.
1825 wurde Lütken Kadett, am 25. Dezember 1831 Sekondeleutnant, am 29. Mai 1840 Premierleutnant, am 1. März 1849 Kapitänleutnant, am 10. März 1857 Kapitän und am 24. März 1858 orlogskaptajn (etwa Fregattenkapitän). Am 11. April 1862 wurde er Mitglied der Konstruktions und Reguleriungskommission. Vom 31. Dezember 1863 bis zum 6. November 1865 war Lütken Marineminister im Kabinett Monrad. Am 6. November 1865 nahm er seinen Abschied aus dem Militärdienst und erhielt am 6. Juli 1868 den Charakter eines kommandørs (etwa Kapitän zur See).

## Auszeichnungen
- 1831: Henrik Gerner Medaljen
- 18. September 1843: Ritter des Dannebrogordens
- 22. Dezember 1850: Dannebrogsmændenes hæderstegn
- 6. November 1865: Kommandeur 1. Grades des Dannebrogordens